# Meike Bahnsen
Meike Bahnsen (født 15. juli 1973 i Aarhus) er en dansk skuespiller.
Bahnsen blev uddannet fra Statens Teaterskole i 1997. Hun blev derefter ansat ved Privatteatret og fik i 1998 roller ved Det Kongelige Teater og i 1999 Det Ny Teater. Siden 2001 har hun været tilknyttet Aalborg Teater. I 2015 medvirkede hun i Shu-bi-dua - The Musical, der havde premiere på Fredericia Teater, og solgte langt over 80.000 billetter.
Hun er gift med skuespiller Jens Gotthelf.
Bahnsen modtog i 2006 Lauritzen-prisen.

## Filmografi
- Når mor kommer hjem (1998)
- Pizza King (1999)
- Vindmøllernes sus (2016)